# Availles-sur-Seiche
Availles-sur-Seiche är en kommun i departementet Ille-et-Vilaine i regionen Bretagne i nordvästra Frankrike. Kommunen ligger i kantonen La Guerche-de-Bretagne som tillhör arrondissementet Fougères-Vitré. År 2022 hade Availles-sur-Seiche 647 invånare.

## Befolkningsutveckling
Antalet invånare i kommunen Availles-sur-Seiche
Referens:INSEE